# Рогожены (станция)
Рогожены, ж/д станция (рум. Rogojeni, stație de cale ferată) — железнодорожная станция в Шолданештском районе Молдавии. Наряду с селом Рогожены входит в состав коммуны Рогожены.

## География
Станция расположено на высоте 190 метров над уровнем моря.

## Население
По данным переписи населения 2004 года, на станции Рогожень проживает 672 человека (327 мужчин, 345 женщин).
Этнический состав:
| Национальность | Число жителей | Процентный состав |
| -------------- | ------------- | ----------------- |
| молдаване      | 651           | 96,88             |
| украинцы       | 14            | 2,08              |
| русские        | 7             | 1,04              |
| Всего          | 672           | 100 %             |